# انتخابات مجلس الأمة الكويتي 1996
أقيمت الانتخابات الثامنة لمجلس الأمة الكويتي في عام 1996، وقد وزعت المناطق على حسب نظام الدوائر السابق الذي يضم 25 دائرة ويفوز فيها أصحاب أول مركزين.

## توزيع الدوائر الانتخابية
الدائرة الأولى
- منطقة الشرق
- منطقة الدسمة
- منطقة المطبة
- منطقة دسمان
- منطقة بنيد القار

الدائرة الثانية
- منطقة المرقاب
- ضاحية عبد الله السالم

الدائرة الثالثة
- منطقة القبلة
- منطقة الشويخ
- منطقة الشامية

الدائرة الرابعة
- منطقة الدعية
- منطقة الشعب
- جزيرة فيلكا وسائر الجزر

الدائرة الخامسة
- منطقة القادسية
- منطقة المنصورية

الدائرة السادسة
- منطقة الفيحاء
- منطقة النزهة

الدائرة السابعة
- منطقة كيفان

الدائرة الثامنة
- منطقة حولي
- منطقة ميدان حولي
- منطقة النقرة
- منطقة بيان
- منطقة مشرف

الدائرة التاسعة
- منطقة الروضة

الدائرة العاشرة
- منطقة العديلية
- منطقة الجابرية
- منطقة السرة

الدائرة الحادية عشر
- منطقة الخالدية
- منطقة قرطبة
- منطقة اليرموك

الدائرة الثانية عشر
- منطقة السالمية
- منطقة البدع
- منطقة سلوى
- منطقة الراس

الدائرة الثالثة عشر
- منطقة الرميثية

الدائرة الرابعة عشر
- منطقة أبرق خيطان
- منطقة خيطان الجديدة

الدائرة الخامسة عشر
- منطقة الفروانية
- منطقة عين بغزي

الدائرة السادسة عشر
- منطقة العمرية
- منطقة الرابية
- منطقة الرقعي
- منطقة الأندلس

الدائرة السابعة عشر
- منطقة جليب الشيوخ
- منطقة الشدادية
- منطقة صيهد العوازم
- منطقة العضيلية
- منطقة العارضية

الدائرة الثامنة عشر
- منطقة الصليبيخات
- منطقة الدوحة
- منطقة أمغرة
- منطقة غرناطة

الدائرة التاسعة عشر
- منطقة الجهراء الجديدة
- منطقة الصليبية والمساكن الحكومية

الدائرة العشرون
- منطقة الجهراء وحدود الكويت مع العراق شمالا وغربا وحدود الكويت مع السعودية حتى المتياهة.

الدائرة الحادية والعشرون
- مدينة الأحمدي
- منطقة المقوع
- منطقة واره
- منطقة الصبيحية
- منطقة الجعيدان حتى حدود الكويت مع السعودية
- منطقة هدية
- منطقة الفنطاس
- منطقة المهبولة
- منطقة أبو حليفة
- منطقة الفنيطيس
- منطقة المسيلة
- ضاحية صباح السالم

الدائرة الثانية والعشرون
- منطقة الرقة

الدائرة الثالثة والعشرون
- منطقة الصباحية

الدائرة الرابعة والعشرون
- منطقة الفحيحيل
- منطقة المنقف

الدائرة الخامسة والعشرون
- منطقة أم الهيمان
- ميناء عبد الله
- منطقة الزور
- منطقة الوفرة حتى حدود الكويت الجنوبية مع السعودية.

## الفائزون حسب الدوائر
الدائرة الأولى
- حمود عبد الله الرقبة
- عدنان عبد الصمد

الدائرة الثانية
- عبد الله محمد النيباري
- عبد الوهاب راشد الهارون

الدائرة الثالثة
- أحمد محمد النصار
- جاسم الخرافي

الدائرة الرابعة
- حسين علي القلاف
- جاسم عبد الله المضف

الدائرة الخامسة
- عبد العزيز عبد اللطيف المطوع
- أحمد يعقوب باقر

الدائرة السادسة
- فهد صالح الخنة
- مشاري محمد العصيمي

الدائرة السابعة
- عبد العزيز عبد الوهاب العدساني
- وليد مساعد الطبطبائي

الدائرة الثامنة
- حسن عبد الله جوهر
- أحمد عبد المحسن المليفي

الدائرة التاسعة
- جاسر الجاسر
- ناصر جاسم الصانع

الدائرة العاشرة
- سامي أحمد المنيس
- أحمد خالد الكليب

الدائرة الحادية عشر
- أحمد عبد العزيز السعدون
- علي عبد الله السعيد

الدائرة الثانية عشر
- مخلد راشد العازمي
- عبد المحسن مدعج المدعج

الدائرة الثالثة عشر
- عباس حسين الخضاري
- صلاح عبد الرضا خورشيد

الدائرة الرابعة عشر
- عبد السلام مناحي العصيمي
- بدر ناصر الجيعان

الدائرة الخامسة عشر
- سعود ارشيد الرشيدي
- غنام علي الجمهور المطيري

الدائرة السادسة عشر
- مبارك بنيه الخرينج
- مبارك فهد الدويلة

الدائرة السابعة عشر
- مسلم محمد البراك
- محمد ضيف الله شرار

الدائرة الثامنة عشر
- خلف دميثير العنزي
- راشد سلمان الهبيدة

الدائرة التاسعة عشر
- مفرج نهار المطيري
- منيزل جاسم العنزي

الدائرة العشرون
- طلال مبارك العيار
- طلال عثمان السعيد

الدائرة الحادية والعشرون
- وليد خالد الجري
- خالد العدوه

الدائرة الثانية والعشرون
- هادي هايف الحويلة العجمي
- عايض علوش المطيري

الدائرة الثالثة والعشرون
- محمد عبد الله العليم
- فهد دهيسان الميع

الدائرة الرابعة والعشرون
- عبد الله راشد الهاجري
- حسين براك الدوسري

الدائرة الخامسة والعشرون
- جمعان فالح العازمي
- مرزوق فالح الحبيني